# Nicoletta Manzione
Nicoletta Manzione (Roma, 14 aprile 1966) è una giornalista e conduttrice televisiva italiana.

## Biografia
Laureata in Scienze politiche alla LUISS, è entrata in Rai nel 1989 come praticante al TG1, diventando redattrice nel 1991. Ha ricoperto in seguito il ruolo di caposervizio e caporedattore esteri. Sempre al TG1, ha condotto l'edizione delle 13:30 e diverse rubriche. Tra le conduzioni si annovera anche quella a Unomattina per la parte giornalistica. Nel 2016 è diventata corrispondente responsabile dell'ufficio Rai di Berlino.
Il 4 agosto 2016 è stata nominata direttrice della testata giornalistica Rai Parlamento dall'amministratore delegato Antonio Campo Dall'Orto.
 Dal 2019 è corrispondente dalla sede di Parigi, della quale assume la direzione nel 2024, mentre nel 2025 diventa corrispondente e infine responsabile dell'ufficio di Londra.